# Битва при Уинчестере
Битва при Винчестере (англ. Battle of Winchester, 14 сентября 1141 г.) — одно из сражений гражданской войны в Англии 1135—1154 г. между сторонниками короля Стефана и королевы Матильды. Поражение Матильды в сражении при Винчестере положило конец её правлению в Англии. В битве был пленён Роберт Глостерский, который позднее был обменян на короля Стефана, находившегося в руках сторонников Матильды со времён сражения при Линкольне. В английской историографии сражение известно под названием «Винчестерское бегство» (англ. Rout of Winchester)

## Предыстория битвы
В результате битвы при Линкольне 2 февраля 1141 г. английский король Стефан Блуаский попал в плен к сторонникам королевы Матильды и был заключён в Бристольскую крепость. Это позволило Матильде захватить власть в стране. 8 апреля 1141 г. в Винчестере она была избрана королевой Англии. В июне Матильда прибыла в Лондон. Однако пребывание королевы в Лондоне оказалось коротким: отмена городских привилегий и попытка введения налога на имущество горожан (тальи) вызвала мятеж в Лондоне. Матильда была вынуждена бежать в Оксфорд. В то же время в Кенте была сформирована новая армия сторонников короля Стефана. Во главе неё встал Вильгельм Ипрский и супруга Стефана Матильда Булонская, пользующаяся большой популярностью среди англичан. Королевские войска вошли в Лондон, где их с воодушевлением встретили горожане. Матильде Булонской путём переговоров и новых пожалований земель удалось привлечь на свою сторону значительную часть бывших соратников королевы Матильды. Наибольшее значение имел переход на сторону короля Генриха Блуаского, епископа Винчестерского и папского легата, который имел огромное влияние на английское духовенство. Узнав о этом, королева Матильда в конце августа 1141 г. направилась к Винчестеру, надеясь удержать Генриха Блуаского от присоединения к лагерю короля. 31 августа войска Матильды без сопротивления вошли в город и осадили епископский замок Вулвси, однако сам Генрих Блуаский к этому времени уже покинул Винчестер.

## Ход битвы
В то время, пока армия Матильды осаждала Вулвси, на помощь городу двинулись основные силы сторонников Стефана, во главе с Вильгельмом Ипрским. Вероятно, под Винчестером сошлись главные силы обоих противоборствующих сторон. Известно, что даже Лондон предоставил в королевскую армию отряд в размере около 1000 солдат. Генрих Блуаский, окончательно перешедший на сторону короля, организовал поджог Винчестера, в результате чего бо́льшая часть города, включая королевский дворец и крепость, возведённую ещё Вильгельмом Завоевателем, была уничтожена.
После подхода армии Вильгельма Ипрского войска Матильды, осаждавшие епископский замок, оказались сами окружены превосходящими силами противника. Нехватка продовольствия и вспыхнувшая в рядах армии императрицы эпидемия, заставили Матильду и Роберта Глостерского принять 14 сентября решение об отступлении. Отходящие войска были немедленно атакованы королевской армии, в результате чего отступление превратилось в беспорядочное бегство. Матильде едва удалось спастись, и в сопровождении Брайена Фиц-Каунта она добралась до Глостера. Вскоре туда прибыл и Миль Глостерский, вынужденный бросить своё вооружение и доспехи на поле боя и оставшийся, по выражению современника «наполовину голым». Однако Роберт Глостерский, брат императрицы и лидер её партии, который организовывал прикрытие отхода Матильды, был окружён у Стокбриджа и взят в плен.

## Последствия
Пленение Роберта Глостерского позволило освободить короля Стефана. 1 ноября 1141 г. в обмен на освобождение Роберта Стефан Блуаский также получил свободу. Он был восстановлен на престоле, а на Рождество 1141 г. вторично коронован королём Англии. Таким образом, преимущество, полученное Матильдой после битвы при Линкольне, было сведено на нет. Более того, лагерь Матильды покинул целый ряд видных английских баронов и священнослужителей, перешедших на сторону короля, а территория, находящаяся под контролем Матильды, вновь сократилась до нескольких западных графств. Гражданская война продолжилась, однако преимущество начало постепенно склоняться на сторону короля Стефана.